# Demba Diop
Demba Diop (* 10. Mai 1927 in Bogué (Mauretanien); † 3. Februar 1967 in Thiès) war ein senegalesischer Politiker. Er fiel einem Attentat zum Opfer.

## Leben
Demba Diop ergriff den Beruf eines Lehrers, den er seit 1947 ausübte, unterbrochen durch Dienst in der französischen Armee. Seine berufliche Laufbahn führte ihn an das Collège moderne in Thiès und an die école régionale in Mbour. Dort heiratete er Caroline Faye. 1960 wurde Diop als Mitglied der regierenden Parti Socialiste in die erste senegalesische Nationalversammlung gewählt. Unter der Präsidentschaft von Léopold Sédar Senghor war er ab 19. Dezember 1962 als Bildungsminister und  ab 9. Dezember 1963 als Minister für Jugend und Sport Regierungsmitglied. 
1966 wurde Diop zum stellvertretenden Bürgermeister von Mbour gewählt. 
Als Jugendlicher war Diop erfolgreich im Diskuswurf und half bei der Gründung des Fußballvereins Stade Mbour.

## Tod und Nachwirken
Demba Diop verließ am 3. Februar 1967 nach einem Treffen mit dem Gouverneur in Thiès die Präfektur, als er um 10 Uhr auf dem Parkplatz einem Messerattentäter zum Opfer fiel. Wie sich bald herausstellte, handelte der Mörder im Auftrag zweier lokalpolitischer Rivalen des stellvertretenden Bürgermeisters. Der Attentäter wurde am 18. März 1967 zum Tode verurteilt. Beide Hintermänner erhielten hohe Haftstrafen. Da Präsident Senghor eine Begnadigung ablehnte, führte dieser Mordfall zu einer der wenigen Hinrichtungen im unabhängigen Senegal.
Die Beisetzung von Diop in Mbour war als Staatsbegräbnis in Anwesenheit von Präsident Senghor ein Akt nationaler Trauer. 
Seine Witwe Caroline Faye Diop, die schon seit 1963 als Abgeordnete in der Nationalversammlung politisch tätig war, war späterhin ebenfalls Ministerin. Nach ihrem Tod 1992 erhielt eines der größten Stadien in Dakar nach ihrem Mann den Namen Stade Demba Diop.
In Mbour wurde die Lycée Demba Diop nach ihm benannt.